# Bamberg–Hof-vasútvonal

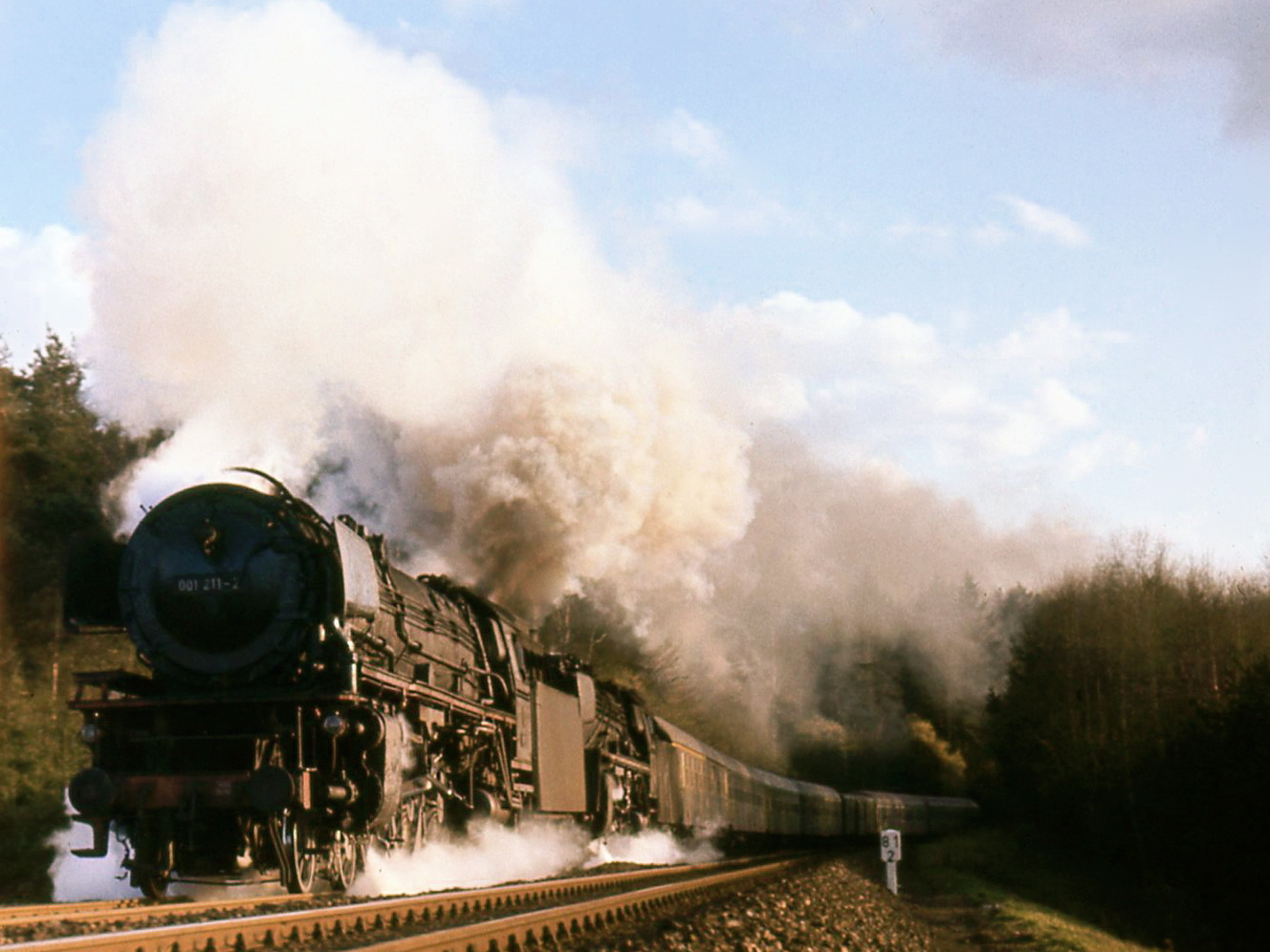
Gőzmozdonyos vonat 1972-ben a vonalon

A Bamberg–Hof-vasútvonal egy normál nyomtávolságú, részben kétvágányú Bamberg és Hochstadt-Marktzeuln között 15 kV, 16,7 Hz-cel villamosított vasútvonal Németországban Bamberg és Hof között. A vasútvonal hossza 127,2 km, engedélyezett sebesség 160 km/h. A vasútvonalat a Königliche Bayerische Staats-Eisenbahnen or K.Bay.Sts.B építette, a teljes vonal 1846 és 1848 között lett kész.

## Építése
- 1846 február 15.: Bamberg–Lichtenfels
- 1846 október 1.: Lichtenfels–Neuenmarkt-Wirsberg
- 1848 november 1.: Neuenmarkt-Wirsberg–Hof